# ريان باتاغليا
ريان باتاغليا (بالإنجليزية: Ryan Battaglia)‏ هو لاعب كرة قاعدة أسترالي، ولد في 29 يونيو 1992 في بريزبان في أستراليا.

## وصلات خارجية
- ريان باتاغليا على موقع دوري أستراليا لكرة القاعدة (الإنجليزية)
- ريان باتاغليا على موقعبيزبول رفرنس.كوم (الدوري الثانوي) (الإنجليزية)